# Bundesstraße 96a
La Bundesstraße 96a, en français route fédérale 96a (abréviation : B. 96a), est une autoroute fédérale en Allemagne. 

## Situation et accès
Elle commence à Mahlow au sud de Berlin sur la B 96 et se termine au nord de Berlin à Birkenwerder à nouveau sur la B 96. 

## Historique
En RDA où elle doublonnait l'itinéraire de l'actuelle B 96 qui traversait Berlin-Ouest, elle s'appelait F. 96 et est renommée B. 96a après la réunification allemande.

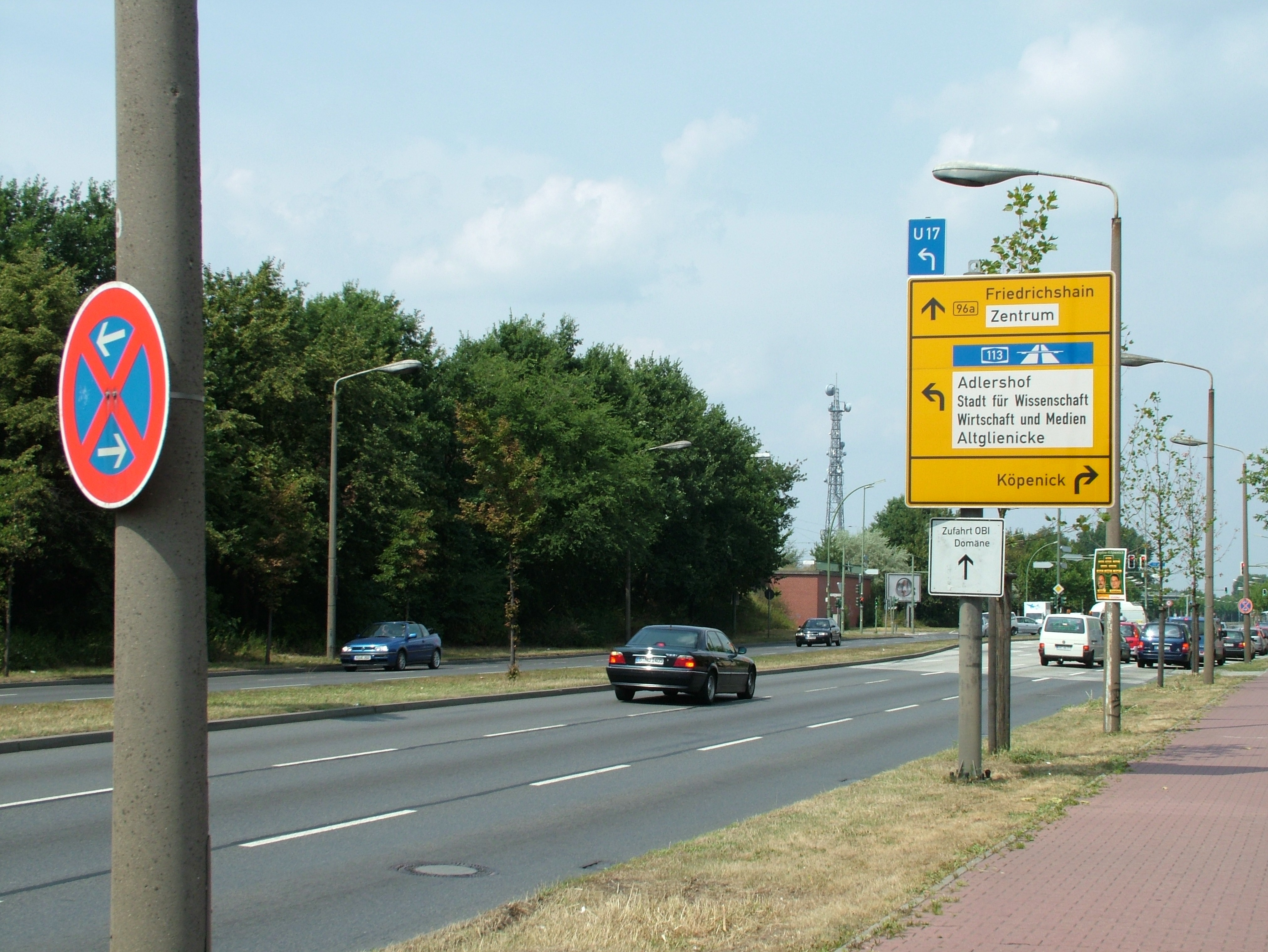
La B 96a à Berlin

La B 96 va du sud, près de Mahlow, au nord, en direction du centre-ville de Berlin, en passant sur l'ancien Berlin-Ouest. Pour cette raison, un autre itinéraire est dessiné en RDA, qui commence à Mahlow et bifurque vers l'est en direction de Schönefeld, passe par  l'ancien quartier de Treptow et traverse la Spree sur l'Elsenbrücke. Dans l'ancien district de Friedrichshain, l'itinéraire comprend la Stralauer Allee, la Warschauer Straße et la Petersburger Straße, dans l'ancien district de Prenzlauer Berg l'actuelle Danziger Straße, puis au nord la Schönhauser Allee. Elle traverse l'arrondissement de Pankow à Birkenwerder, où elle retrouve la B 96.